# 15003 Midori
15003 Midori (1997 XC10) là một tiểu hành tinh vành đai chính được phát hiện ngày 5 tháng 12 năm 1997 bởi T. Kobayashi ở Oizumi.